# Tostaky
Tostaky ist das vierte Studioalbum der französischen Rockband Noir Désir, welches im Dezember 1992 unter dem Label Barclay Records erschienen ist. Nicht zuletzt durch die Singleauskopplung Tostaky (le continent) erfuhr dieses Album einen durchschlagenden Erfolg, was die Gruppe zu einem der wichtigsten Vertreter des französischen Rocks der 1990er Jahre machte.

## Entstehung
Ende Mai des Jahres 1991 musste die Promotionstour des Albums Du ciment sous les plaines abgebrochen werden, nachdem Bertrand Cantat während eines Konzertes in Besançon ohnmächtig zusammengebrochen war. Da der Zusammenhalt innerhalb der Gruppe zu diesem Zeitpunkt bereits gestört war, entschlossen sich die Bandmitglieder zu einer vorläufigen Trennung. Nach ungefähr einjähriger Trennungspause, die Bertrand Cantat teils in Mexiko, Kuba und Guatemala verbracht hatte und neue Texte geschrieben hatte, traf sich die Gruppe wieder für ein paar Jamsessions. Während der Trennungsperiode hatten sich die drei Bandmitglieder unabhängig voneinander mit der Musik der Band Fugazi auseinandergesetzt und prägen lassen. Deshalb wandte sich die Gruppe an Ted Niceley, der das erste Studioalbum dieser Gruppe produziert hatte, mit der Bitte, auch ihr Album zu produzieren. Serge Teyssot-Gay dazu: „Du bereitest eine Melodie geistig vor, und dann kriegst Du es im Studio einfach nicht auf die Reihe. Niceley hat uns geholfen, unsere Musik so umzusetzen, wie wir sie im Kopf hatten.“ Neben Fugazi diente die Band Sonic Youth als musikalischer Einfluss auf dieses Album. Das Album wurde im September 1992 in England aufgenommen. Die Gruppe änderte ihre Aufnahmemethode, indem sie dieses Mal Titel für Titel aufnahm, und nicht wie bisher, dass jeder Musiker abwechselnd seinen Part einspielte.
Der Titel des Albums, Tostaky, ist die verkürzte Form des spanischen Ausspruchs „todo está aqui“ („alles ist hier“), eine der Parolen der spanischen Revolutionäre unter Emiliano Zapata während der mexikanischen Revolution zu Beginn des 20. Jahrhunderts. Das Album zeichnet sich durch einen roheren Klang sowie durch eine deutlichere Betonung auf die Gitarrenriffs von Serge Teyssot-Gay aus. Letzteres wird vor allem in den Liedern Tostaky (le continent), Here It Comes Slowly und 7 minutes deutlich. Manche Stücke, wie 7 Minutes, gehen in Richtung Noise-Rock, während andere, wie It Spurts und Johnny colère, schon fast dem Metal zuzuordnen sind. Andere Lieder, wie Oublié, Lolita nie en bloc, One Trip/One Noise und Marlène, sind hingegen eher ruhig.
Die Texte sind zwar weniger ausgearbeitet als die der vorhergehenden Alben, dafür jedoch einfallsreicher. Einige Stücke dieses Albums, wie z. B. Tostaky (le continent), One Trip/One Noise oder Lolita nie en bloc, sind zu Klassikern der Band geworden, welche auf Konzerten immer wieder gespielt werden. Auch wurden diese Stücke bei Liveauftritten teils verändert wiedergegeben, wie das Album Noir Désir en public zeigt. Here It Comes Slowly ist das erste Lied von Noir Désir, das sich mit der französischen Politik auseinandersetzt. In ihm wird der Aufstieg der französischen Rechtsnationalen zum Thema gemacht, was beim breiteren Publikum jedoch aufgrund des englischen Textes weitgehend untergegangen ist.  In Ici Paris wird auf den britischen Musiker Syd Barrett (Pink Floyd) angespielt. Dies ist der einzige Fall, in dem der Name eines Musikers in den Liedtexten von Noir Désir auftaucht. Johnny colère ist eine Coverversion, das Original stammt von der französischen Band Les Nus.
Die Erwartungen der Plattenfirma Barclay orientierten sich am Senkrechtstart von Nirvana.
Die Tostaky Tour durch Frankreich begann im Januar 1993, dauerte vier Monate und hatte die Besonderheit, in Paris dreimal Station in drei verschiedenen Monaten und drei verschiedenen Hallen gemacht zu haben.

## Titelliste
1. Here It Comes Slowly, 3:03
2. Ici Paris, 3:37
3. Oublié, 4.33
4. Alice, 3:55
5. One Trip / One Noise, 4:12
6. Tostaky (le continent), 5:29
7. Marlène, 3:03
8. Johnny colère, 2:17
9. 7 minutes, 6:00
10. Sober Song, 2:51
11. It Spurts, 3:53
12. Lolita nie en bloc, 3:30

## Chartplatzierungen und Auszeichnungen
| Frankreich | Belgien | Schweiz |
| ---------- | ------- | ------- |
| 11         | 9       | 23      |

| Land       | Verkaufte Platten | Auszeichnung         | Jahr |
| ---------- | ----------------- | -------------------- | ---- |
| Frankreich | 400.000           | Goldene Schallplatte | 1993 |